# الزوراء (الإمارات)

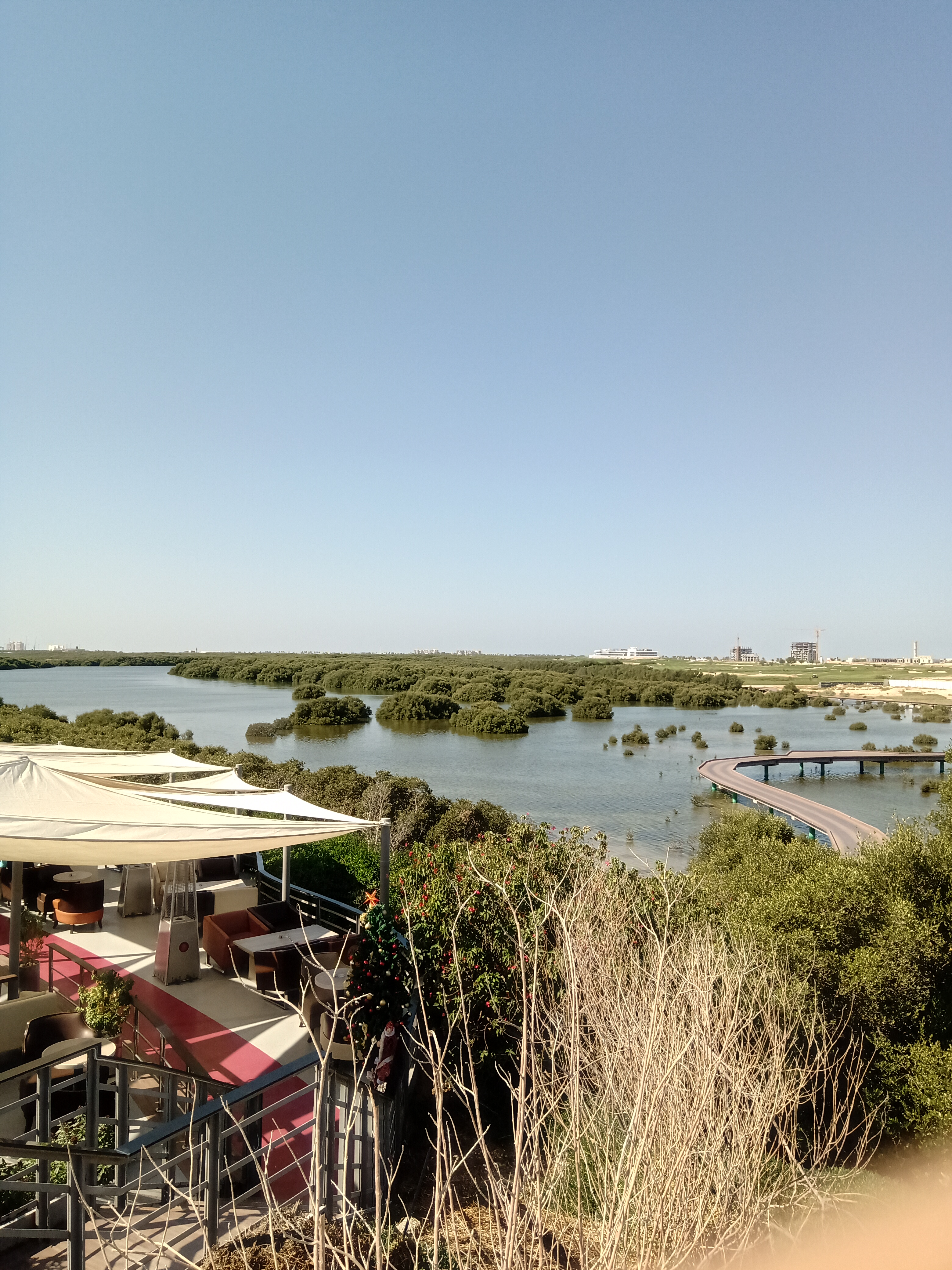

الزوراء هي ضاحية ساحلية في عجمان، الإمارات العربية المتحدة، وتقع على الحدود الشمالية لـ عجمان والشارقة، بين عجمان والحمرية. إنه موقع مشروع الزوراء الفاخر متعدد الاستخدامات، والذي يضم مشاريع سكنية وترفيهية، بما في ذلك نادي الزوراء للجولف، منتجع أوبروي بيتش الزوراء، ولوكس الزوراء (من المقرر افتتاحه في 2021). وهو أيضًا موقع محمية الزوراء الطبيعية، والتي تعد موطنًا لحوالي 60 نوعًا من الطيور بما في ذلك طيور النحام الوردي والبلشون الأبيض ومالك الحزين.

## التاريخ
كانت في الأصل جزيرة رملية غير مأهولة محاطة بمستنقعات أيكة ساحلية، في عام 1866، تنازعوا الحكام للزوراء عندما سيطر خالد بن سلطان القاسمي من الشارقة، بدعم من الشيخ راشد بن حميد النعيمي الثاني من إمارة عجمان وبمساعدة مالية من الوكيل الوهابي تركي بن أحمد السديري أقاموا حصناً هناك. نظرًا لأن التطوير "يهدد سلام الساحل" وفقًا للبريطانيين، فقد قصفته السفينة البريطانية إتش إم إس هاي فلاير (1851).
في عام 1895 رأى الشيخ زايد بن خليفة آل نهيان في الزوراء قاعدة مثالية لإمداد قوات بني كتب الموالية له في الصراعات مع شيوخ الشمال وتقدم بطلب إلى المقيم البريطاني للحصول على إذن بنقل الإمدادات إلى هناك. عن طريق البحر. ولجهله بالأسباب الحقيقية للحركة، أعطى المقيم الإذن لكن زايد واجه معارضة في مخططه من المشايخ الآخرين ولم يتمكن من إكمال الحركة. في عام 1897، طلب قسم من قبيلة السودان بقيادة سلطان بن ناصر السويدي الإذن بالاستيطان في الزوراء بدعم من زايد (وهو نفسه سويدي من جهة والدته ومتزوج من إحدى بنات سلطان) وكان هذا يمنحها المقيم.
بعد أن انزعج حاكم عجمان من هذا المخطط، قام ببناء حصن على أحد الممرات المائية التي تربط الزوراء بالبر الرئيسي (كانت في ذلك الوقت جزيرة)، وناشد حاكم الشارقة، في عام 1890، المقيم بمنع إنشاء هذه القلعة معقل غير القاسمي في وسط أراضيه. أيد هذا الأمر، مما أثار انزعاج زايد الذي رأى في الزوراء امتدادًا لمطالبته بالساحل الشمالي، وتخلي عن المخطط وأيد قرار منعه لاحقًا بعد زيارة الرائد إلى الزوراء بيرسي كوكس، المقيم السياسي البريطاني.
في أعقاب حادثة دبي في عام 1910، اعتبر كوكس الزوراء موقعًا لمحطة تلغراف لاسلكية، ولكن لم تتم الموافقة على خططه أبدًا.

## التنمية
نفذ مشروع تطوير الزوراء المخطط له من قبل شركة الزوراء للتطوير ش.م.ع، وهي شراكة بين حكومة عجمان والمطور اللبناني سوليدير إنترناشيونال. بموجب قانون عجمان، تعتبر الزوراء منطقة حرة مخصصة، والتي تسمح بملكية الأجانب بنسبة 100٪ للعقارات والشركات وتمنح حالة الإعفاء من الضرائب.
يشمل المشروع الذي تبلغ مساحته 5.4 مليون متر مربع (منها مليون متر مربع من أشجار القرم التي تشكل محمية الزوراء الطبيعية) خمس مناطق سكنية متميزة: الشواطئ، والممرات، والخلجان، والبوابات، والأفنيوز. بشكل عام، خصص 60% من مساحة أرض المشروع لأشجار المانجروف والأماكن العامة. يضم الأفنيوز 2 كم من مشاريع البيع بالتجزئة والترفيه. يشتمل المشروع على مركز للرياضات المائية وجولات بالقوارب والطائرات المائية. المارينيوفر مشروع a-1 مراسي لليخوت يتراوح طولها بين ثمانية و40 مترًا إلى جانب 15 مطعمًا ومقهى. صممت البطولة المكونة من 18 حفرة ملعب الجولف في الزوراء بواسطة جاك نيكلوس ويديرها ترون جولف.